# Drago Vuković
Drago Vuković (* 3. August 1983 in Split, Jugoslawien) ist ein ehemaliger kroatischer Handballspieler.
Vuković, der zuletzt für den deutschen Bundesligisten VfL Gummersbach spielte und für die kroatische Nationalmannschaft (Rückennummer 14) auflief, wurde meist im linken Rückraum eingesetzt.

## Karriere

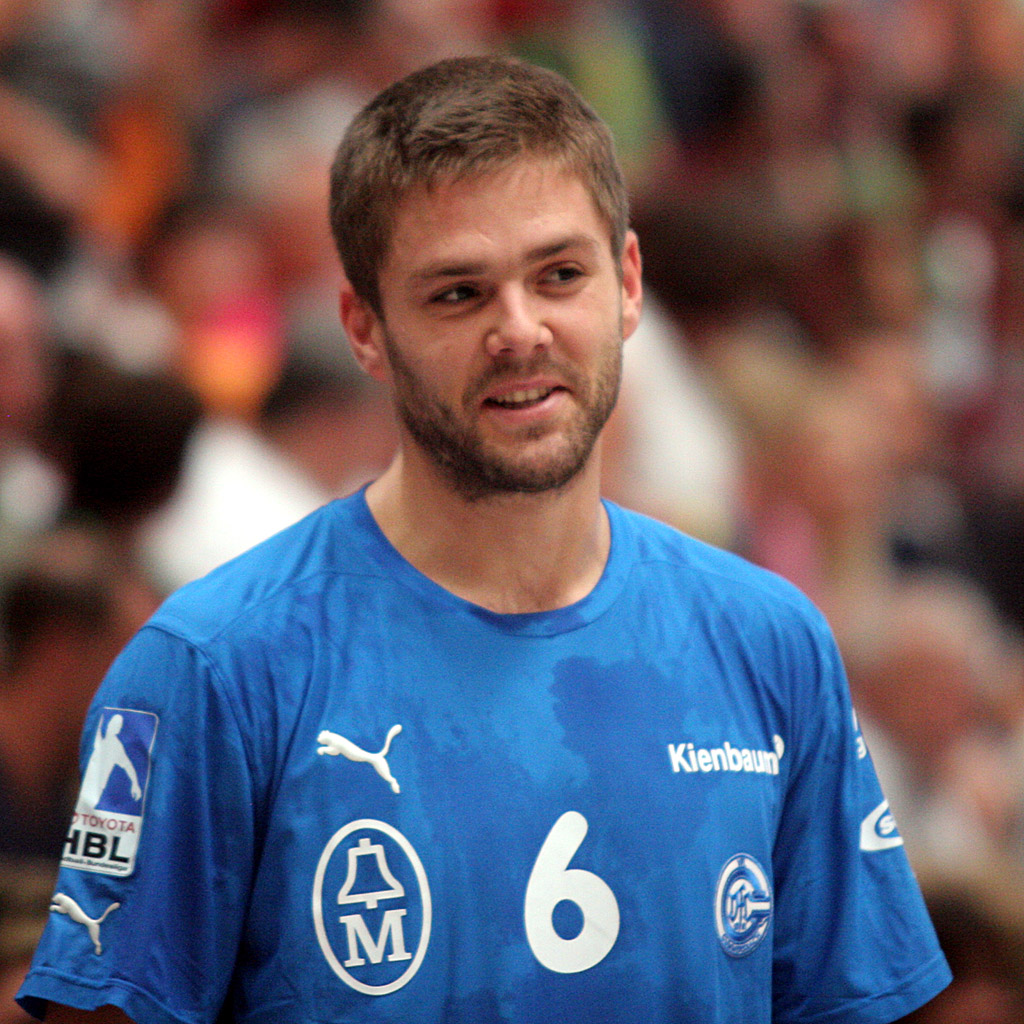
Drago Vuković

Drago Vuković spielte seit seiner Jugend beim RK Split und bestritt dort auch seine ersten Ligaspiele. 2002 wechselte er zum nationalen Spitzenclub RK Zagreb, wo er 2003, 2004, 2005 und 2006 Meister und Pokalsieger wurde. 2006 zog er weiter zum RK Velenje nach Slowenien. Ab 2008 spielte er beim VfL Gummersbach in der Handball-Bundesliga. Mit dem VfL gewann er 2009 den EHF-Pokal. 2010 und 2011 gewann er den Europapokal der Pokalsieger. Ab der Saison 2011/12 lief er für den Bundesligisten TuS N-Lübbecke auf. Zur Saison 2015/16 wechselte er zu den Füchsen Berlin mit denen er Vereinsweltmeister 2015, 2016 wurde und 2018 den EHF-Pokal gewann. Im Sommer 2018 kehrte er zum VfL Gummersbach zurück. Nach der Saison 2018/19 beendete er seine Karriere.
Drago Vuković bestritt 146 Länderspiele für die kroatische Nationalmannschaft. Bei den Olympischen Spielen 2004 in Athen gewann er mit seinem Land Gold und bei den Olympischen Spielen 2012 in London Bronze; außerdem wurde er bei der WM 2005 in Tunesien Vizeweltmeister sowie bei den Europameisterschaften 2008 und 2010 Vizeeuropameister. Bei der WM 2011 belegte er den fünften Rang. 2012 errang er bei der Europameisterschaft erneut Bronze. Auch bei der WM 2013 gewann er Bronze. 2014 unterlag er bei der Europameisterschaft im Spiel um Platz 3 Spanien.

## Erfolge
- Kroatischer Meister 2003, 2004, 2005, 2006
- Kroatischer Pokalsieger 2003, 2004, 2005, 2006
- DHB-Pokal-Finalist 2009
- EHF-Pokal 2009, 2018
- Europapokal der Pokalsieger 2010 und 2011
- Olympiasieger 2004
- Olympiabronze 2012
- Vizeweltmeister 2005
- Vizeeuropameister 2008, 2010 und 2012
- WM-Bronze 2013
- Vereinsweltmeister 2015, 2016

## Bundesligabilanz
| Saison    | Verein          | Spielklasse | Spiele | Tore | 7-Meter | Feldtore |
| --------- | --------------- | ----------- | ------ | ---- | ------- | -------- |
| 2008/09   | VfL Gummersbach | Bundesliga  | 34     | 86   | 0       | 86       |
| 2009/10   | VfL Gummersbach | Bundesliga  | 33     | 146  | 0       | 146      |
| 2010/11   | VfL Gummersbach | Bundesliga  | 33     | 153  | 0       | 153      |
| 2011/12   | TuS N-Lübbecke  | Bundesliga  | 29     | 107  | 0       | 107      |
| 2012/13   | TuS N-Lübbecke  | Bundesliga  | 27     | 105  | 0       | 105      |
| 2013/14   | TuS N-Lübbecke  | Bundesliga  | 28     | 96   | 0       | 96       |
| 2014/15   | TuS N-Lübbecke  | Bundesliga  | 34     | 142  | 0       | 142      |
| 2015/16   | Füchse Berlin   | Bundesliga  | 32     | 106  | 0       | 106      |
| 2016/17   | Füchse Berlin   | Bundesliga  | 16     | 17   | 0       | 17       |
| 2017/18   | Füchse Berlin   | Bundesliga  | 29     | 14   | 0       | 14       |
| 2018/19   | VfL Gummersbach | Bundesliga  | 12     | 18   | 0       | 18       |
| 2008–2019 | gesamt          | Bundesliga  | 307    | 990  | 0       | 990      |